# Mistrovství Jižní Ameriky ve fotbale 1939
Mistrovství Jižní Ameriky ve fotbale 1939 bylo 15. mistrovství pořádané fotbalovou asociací CONMEBOL. Vítězem se poprvé v historii stala Peruánská fotbalová reprezentace.

## Tabulka
| Tým      | Z | V | R | P | VG | IG | +/- | B |
| -------- | - | - | - | - | -- | -- | --- | - |
| Peru     | 4 | 4 | 0 | 0 | 13 | 4  | +9  | 8 |
| Uruguay  | 4 | 3 | 0 | 1 | 13 | 5  | +8  | 6 |
| Paraguay | 4 | 2 | 0 | 2 | 9  | 8  | +1  | 4 |
| Chile    | 4 | 1 | 0 | 3 | 8  | 12 | -4  | 2 |
| Ekvádor  | 4 | 0 | 0 | 4 | 4  | 18 | -14 | 0 |

- Týmy  Argentina,  Bolívie a  Brazílie se vzdaly účasti.

## Zápasy
| 15. ledna 1939                           |     |           |                                       |
| Paraguay                                 | 5:1 | Chile     | Estadio Nacional, Lima diváci: 10 000 |
| Godoy 10' 24' Barrios 47' 75' Aquino 88' |     | Sorrel 8' | Estadio Nacional, Lima diváci: 10 000 |

| 15. ledna 1939                             |     |                 |                                       |
| Peru                                       | 5:2 | Ekvádor         | Estadio Nacional, Lima diváci: 10 000 |
| T. Fernández 6' 34' 77' J. Alcalde 16' 58' |     | Alcívar 55' 89' | Estadio Nacional, Lima diváci: 10 000 |

| 22. ledna 1939                               |     |         |                                       |
| Uruguay                                      | 6:0 | Ekvádor | Estadio Nacional, Lima diváci: 10 000 |
| Porta 22' S. Varela 53' 55' 81' Lago 65' 70' |     |         | Estadio Nacional, Lima diváci: 10 000 |

| 22. ledna 1939                             |     |               |                                      |
| Peru                                       | 3:1 | Chile         | Estadio Nacional, Lima diváci: 6 000 |
| T. Fernández 46' 65' (pen.) J. Alcalde 80' |     | Domínguez 55' | Estadio Nacional, Lima diváci: 6 000 |

| 29. ledna 1939                          |     |                   |                                       |
| Uruguay                                 | 3:2 | Chile             | Estadio Nacional, Lima diváci: 15 000 |
| S. Varela 11' Camaití 30' Chirimini 73' |     | Muñoz 3' Luco 39' | Estadio Nacional, Lima diváci: 15 000 |

| 29. ledna 1939                      |     |          |                                       |
| Peru                                | 3:0 | Paraguay | Estadio Nacional, Lima diváci: 15 000 |
| T. Fernández 11' 30' J. Alcalde 78' |     |          | Estadio Nacional, Lima diváci: 15 000 |

| 5. února 1939                              |     |            |                                       |
| Chile                                      | 4:1 | Ekvádor    | Estadio Nacional, Lima diváci: 10 000 |
| Toro 6' Avendaño 15' 79' Sorrel 19' (pen.) |     | Arenas 35' | Estadio Nacional, Lima diváci: 10 000 |

| 5. února 1939                           |     |             |                                       |
| Uruguay                                 | 3:1 | Paraguay    | Estadio Nacional, Lima diváci: 10 000 |
| Lago 14' S. Varela 40' (pen.) Porta 66' |     | Barrios 59' | Estadio Nacional, Lima diváci: 10 000 |

| 12. února 1939                  |     |            |                                       |
| Paraguay                        | 3:1 | Ekvádor    | Estadio Nacional, Lima diváci: 15 000 |
| Mingo 4' Godoy 61' Barreiro 63' |     | Arenas 75' | Estadio Nacional, Lima diváci: 15 000 |

| 12. února 1939            |     |           |                                       |
| Peru                      | 2:1 | Uruguay   | Estadio Nacional, Lima diváci: 40 000 |
| J. Alcalde 7' Bielich 35' |     | Porta 44' | Estadio Nacional, Lima diváci: 40 000 |